# Közönséges tiszafa
Ez a szócikk a növényről szól. A romániai települést lásd itt: Tiszafa (település).

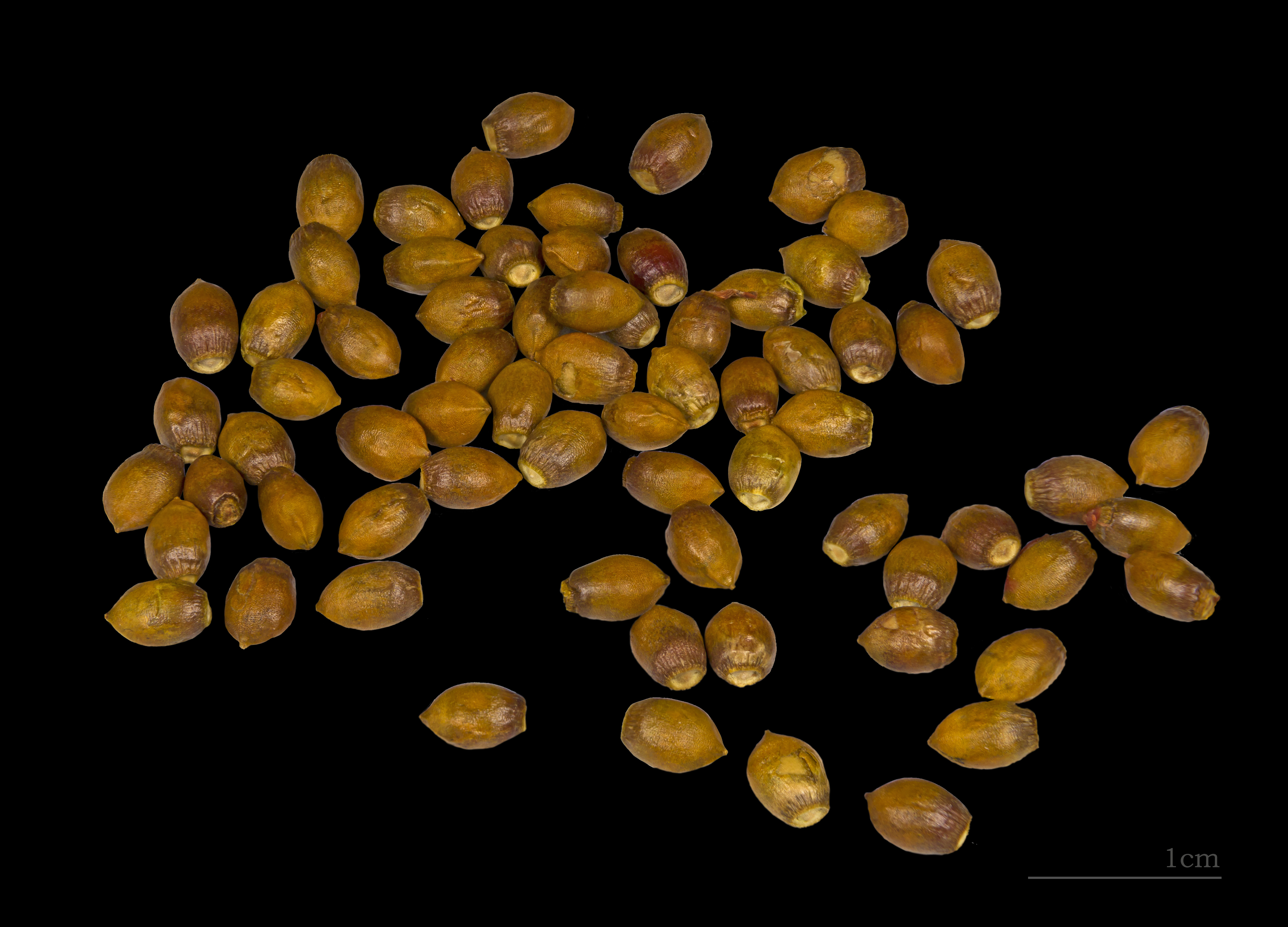
A közönséges tiszafa magjai a toulouse-i füvészkertből

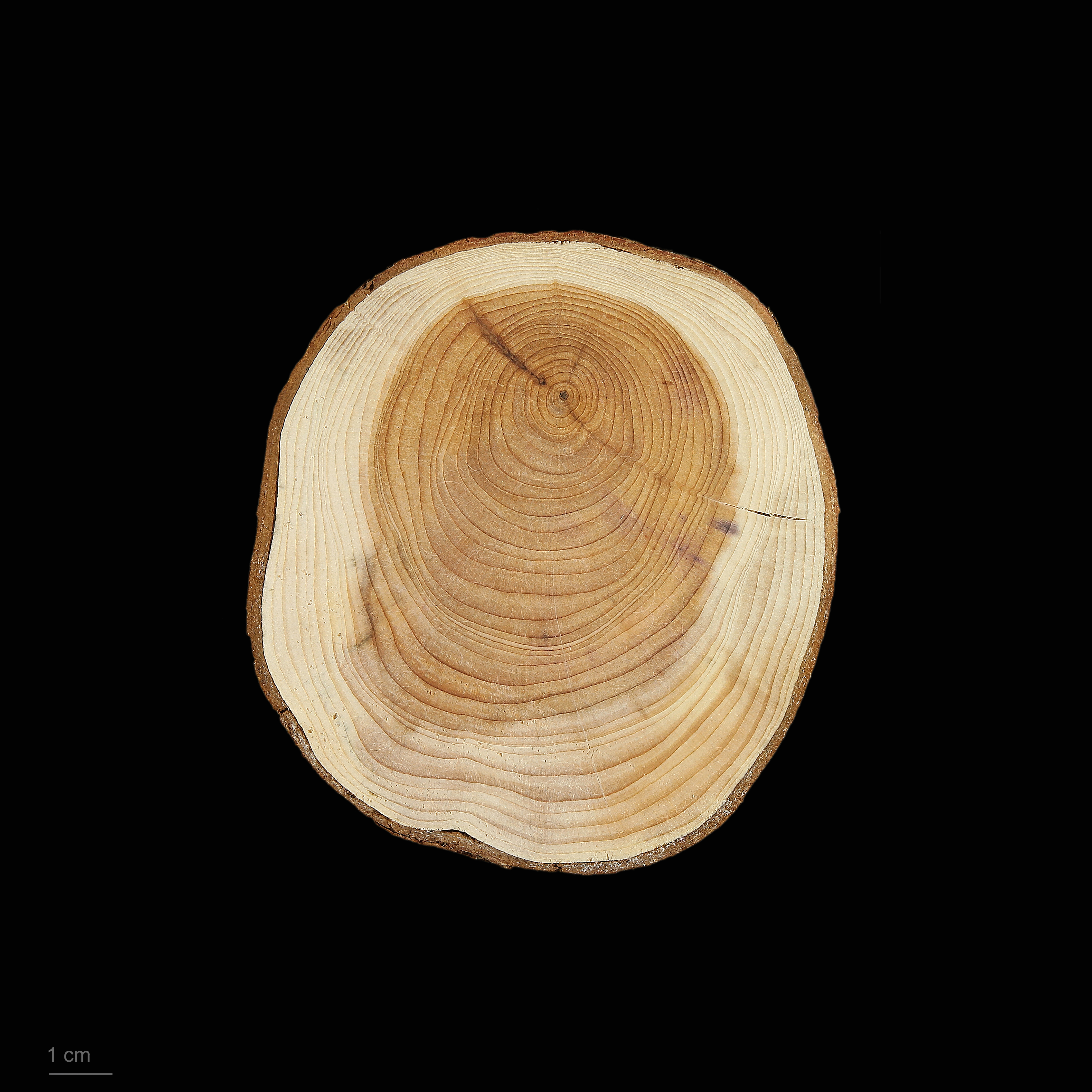
Törzsének keresztmetszete

A közönséges tiszafa vagy tiszafenyő (Taxus baccata) a tiszafafélék (Taxaceae) családjában a névadó Taxus nemzetség legismertebb faja. Korábban egyszerűen tiszafának hívták, ám ahogy a nemzetség többi faja is ismertté vált, a „közönséges” előnevet kapta.

## Származása, elterjedése
Nyugat-, Közép- és Dél-Európában, Északnyugat-Afrikában, Észak-Iránban és Délnyugat-Ázsiában honos, így Magyarországon is. A Kárpát-medencében középhegységi faj; megtalálható például a Bükk-vidéken (Ómassa, Lillafüred), a Bakonyban (Szentgál, Herend, Bakonybél) és még sok kisebb folton.
Eredeti élőhelyén végveszélyben él, ezért a Nyugat-magyarországi Egyetem szakemberei 2011-ben az év fájává választották.

## Megjelenése, felépítése
Apró vagy közepes termetű fa; tipikusan 10–20, legfeljebb 28 m magasra növő fa vagy gyakran csak bokor. Koronája széles kúp alakú, a bokor termetűeké inkább tojásdad. Ormós, csavarodott göcsös, elágazó törzsének átmérője két (legfeljebb négy) méter is lehet. Fája vörösesbarna, igen kemény, tömör. Vékony, vörösesbarna kérge hosszú csíkokban válik le. A törzset a belőle kinövő, rövid hajtások időnként szinte teljesen eltakarják. Vékony, hajlékony hajtásai három évig maradnak zöldek. Lándzsás, sötétzöld levelei 1–4 cm hosszúak és 2–3 mm szélesek; a tűk a vezérhajtáson körkörösen, az oldalhajtáson fésűsen állnak.
Többnyire kétlaki, de egyes példányok egylakiak is lehetnek, sőt, ivart is válthatnak.
3–6 mm átmérőjű porzós tobozvirágzata gömbölyű.
Magvas tobozai redukáltak, csupán magányos magkezdemény fejlődik. A 4–7 mm hosszú, zöldesbarna, kemény magot részben fedő pikkelyekből 6-9 hónappal a beporzás után, augusztus-szeptemberben húsos, lilásrózsaszín bogyóra emlékeztető, felül nyitott, 8–15 mm hosszú magköpeny (arillus) fejlődik.

## Életmódja, termőhelye
Örökzöld növény. Lassan nő, de igen sokáig – rendszeresen 500–1000, egyes esetekben akár 2000 évet is megél.
Közepes hőigényű, árnyéktűrő, mezofil, baziklin növény. A napon álló példányok ágai sűrűbbek; az ilyen növény jobban is terem. Szinte bármilyen talajon megél; a meszet is jól tűri. Fiatal hajtásait — főleg szeles helyeken — a fagy károsíthatja. Az átültetést nem szereti, a nyesést viszont jól bírja, még idősebb részei is buzgón sarjadnak. Parkokban, kertekben szép formákra nyírható.
Pollenét kora tavasszal szórja el.
Pontos korát igen nehéz megállapítani, mert idővel a törzs és az ágak is üregessé válnak, ami az évgyűrűkön alapuló kormeghatározást (dendrokronológia) ellehetetleníti. Állítólag 5000–9500 éves fák is léteznek, de a növekedés sebességéből és a környező területek régészeti vizsgálatából arra lehet következtetni, hogy még a legidősebbek is — mint például Skóciában a fortingalli tiszafa — is inkább „csak” 2000 év körüliek lehetnek. A délkelet-angliai Kent megye Braburn városában él egy konzervatív becsléssel is háromezer évesre becsült példány. Még ezzel az alacsonyabb becsléssel is a közönséges tiszafa a leghosszabb életű európai növény.
A magköpeny kivételével a növény minden része keserű és mérgező. Az édes, ízletes magköpeny 2-3 hónapra ehető marad, így növeli a magok terjedésének esélyét. A madarak ugyanis felcsipegetik, és a magokat emésztetlenül pottyantják el. A kertészek ivartalanul, félfás dugványokról is szaporítják.

## Hatóanyagai
Mérgében taxán típusú mérgező alkaloidok, diterpének, cianogén glikozidok (taxifillin), biflavonoidok (szkiadopitizin és ginkgetin) is megtalálhatók. Az elhervadt vagy szárított levelek is mérgezőek. A legerősebben a lovakra hat, ezek halálos adagja 200–400 mg/testsúlykg, de a marhák, disznók és más háziállatok sem tűrik sokkal jobban. Tünetei: támolygás, izomremegés, görcsök, ájulás, nehéz légzés és végül a szívelégtelenség. A halál gyors, ezért sokszor nem minden tünet figyelhető meg.
Mérgező volta ellenére korábban felhasználták férgesség kezelésére, szívgyógyszerként, menstruáció megindítására. A homeopátiában emésztési panaszok és bőrkiütés ellen adják.
Az igen ritka amerikai tiszafa (Taxus brevifolia) kérgéből kinyert paklitaxel gátolja a sejtosztódást, ezért kemoterápiás gyógyszerek előanyaga. Az újabban ezt és a docetaxelt már a közönséges tiszafa leveleiből (tehát egy könnyebben újratermelődő forrásból) nyert előanyagok félszintetikus átalakításával is elő tudják állítani. Használata emlő- és petefészek-daganatok kezelésére engedélyezett.

## Felhasználása
Fája rugalmas, a rendszeres hajlító igénybevételt jól tűri, ezért különösen alkalmas volt az ókorban, illetve középkorban használt, úgynevezett botíjak készítésére.
Manapság főleg dísznövénynek ültetik. Különösen a nőivarú példányok látványosak színes terméseikkel.

### Alfajok, változatok
A kertészetekben nevelt példányok alakja gyakran megtévesztő, mert a vásárlók ízlésének legjobban megfelelő formákra metszik őket (Józsa).
Több mint 200 termesztett változata ismert:
- T. baccata 'Adpressa' — alig pár méter magasra növő bokor. Ágai szélesen elállnak, fiatal hajtásai lehajlanak. Lombja sötétzöld. Csak nőivarú példányai vannak.
- T. baccata 'Adpressa Aurea' — az 'Adpressa' sárga-tarka lombú színváltozata. Lassabban nő, kisebb termetű.
- T. baccata 'Aurea' — Lassan növő bokor. Nemcsak levelei, de hajtásai is aranysárgák.
- T. baccata 'Aureovariegata' — Az alapfajhoz hasonló, de sárgászöld levelű változat. A magoncok változatossága miatt fiatalon az alapfajtól nehezen különböztethető meg.
- T. baccata 'Eleganthissima' — Terpedt bokor; ágai gyakran vízszintesek. Fiatal levelei sárgászöldek, de a nyár végére kifakulnak. A direkt napsütés megperzselheti leveleit.
- T. baccata 'Fastigiata' — Írországból származó, oszlopos változat. A karcsú bokor ágai felállók, és hajlamosak fent szétterülni – kiváltképp a hóterhelés hatására. A bokor ilyetén „szétesése” ellen a kertészek az ágak összekötözésével védekeznek. Idősebb korára kiszélesedik. Sűrűn növő, rövid hajtásain a tűlevelek körkörösen állnak. A haragoszöld levelek hegye visszahajlik. Nőivarú; ha van a közelében porzós tiszafa, bőségesen terem. Félárnyékos, szélvédett helyet kíván; kissé fagyérzékeny.
- T. baccata 'Fastigiata Aurea' — a 'Fastigiata' sárga-tarka lombú színváltozata.
- T. baccata 'Lutea' — Írországból származó, 3–4 m magasra növő, aranysárga magköpenyű változat. Bokra szabálytalan alakú, a lombja mélyzöld. Csak termős példányai vannak, és mivel tisztán sárga magköpenyű utód csak tiszta állományból várható, vegetatívan szaporítják – Magyarországon az Erdőtelki Arborétumban. Apró, zöld virágai egyesével állnak. A húsos, sárga magköpeny alul nyitott. Ízletes termését a madarak szívesen fogyasztják. Meglehetősen ritka.
- T. baccata 'Overeynderi' — 3–5 m magas bokor. Ágai meredeken fölfelé állnak. Emiatt fiatalon oszlopos, majd a fölső része kiszélesedik. Lombja sötétzöld. Teljesen fagyálló. Magyarországon elterjedt.
- T. baccata 'Washingtonii' — 1–2 m magas, szélesen elterülő bokor.  Sűrűn növő ágainak a vége kissé lecsüng. Lombja sárgászöld. Nőivarú. Magyarországon kevéssé ismert.

## Előfordulása a kultúrában
- Sylvia Plath költészetében gyakran előforduló jelkép
- a Harry Potter regényekben Voldemortnak tiszafa varázspálcája van
- John Keats A melankóliáról c. versében írja: „poklos csucsor fürtös diszét se tűrd; / setét füzéredűl taxus-bogyót / ne pergess” (Tóth Árpád fordítása)
- Agatha Christie Egy marék rozs c. regényében a gyilkos a tiszafa mérgező alkaloidját használja fel tette elkövetéséhez.
- T. S. Eliot Négy kvartettje közül a Little Gidding c. versben írja: „A rózsa pillanata meg a tiszafa pillanata / Ugyanaddig tart.”
- P.G. Wodehouse Forduljon Psmithhez c. regényében Lord Emsworth kertjét taxus allé díszíti.
- A 2017-ben bemutatott Váratlan jóbarát című film főszereplője egy életre kelt tiszafa.

## Fordítás
- Ez a szócikk részben vagy egészben a Taxus baccata című angol Wikipédia-szócikk ezen változatának fordításán alapul.  Az eredeti cikk szerkesztőit annak laptörténete sorolja fel. Ez a jelzés csupán a megfogalmazás eredetét és a szerzői jogokat jelzi, nem szolgál a cikkben szereplő információk forrásmegjelöléseként.